# Bitwa pod Bornholmem (1565)
Bitwa pod Bornholmem – starcie między połączoną flotą duńsko-lubecką a flotą szwedzką 7 lipca 1565 r. w trakcie I wojny północnej (1563–1570). Krwawa bitwa zakończyła się szwedzka wygraną, która dała im przewagę na morzu do końca roku, ale zwycięstwo to zostało okupione bardzo ciężkimi stratami.
W bitwie w czerwcu flota duńsko-lubecka poniosła spore straty, m.in. w wyniku ran zmarł adm. Herluf Trolle. Nowym dowódcą został Otte Rud, który zmobilizował dostępne zasoby, by wyposażyć flotę i podjąć działania przeciwko Szwedom, którzy operowali na wodach duńskich, m.in. wysadzając desant na wyspie Møn. Szwedzki dowódca, adm. Klas Horn dołączył 3 lipca do swej floty przybyłe z Finlandii okręty i ruszył z Rugii na północ; tymczasem flota sprzymierzonych wypłynęła dzień wcześniej z Kopenhagi. 7 lipca obie eskadry spotkały się koło Bornholmu.
Silniejsza była flota szwedzka licząca 46 lub 49 jednostek. Mimo tego alianci uderzyli jako pierwsi płynąc z wiatrem i rozpoczęli walką około południa. Obie floty walczyły w szyku roju i po wymianie salw artyleryjskich, przystąpiły do abordażowania; dowódcy stracili realną kontrolę nad eskadrami, a floty rozpadły się na walczące oddzielnie grupy.
Okręt flagowy Rudda, „Jegermesther” (90 dział), zwarł się z okrętem flagowym Horna „St. Erik” (także 90 dział). Kolejny szwedzki okręt, „Finska Svan” (82, wadm. Sten Sture) stał się celem duńskich okrętów „Danske Christopher” (d-ca Niels Trolle) i wiceadmiralskiego „Svenske Jomfru” (wadm. Erik Rud). Lubecki okręt flagowy Josua zaatakował szwedzkiego „Davida” (42), któremu na pomoc przyszedł „Grip”. Ten okręt został staranowany i zatopiony przez znacznie większą jednostkę lubecką, która jednak odniosła tak poważne uszkodzenia, że mógł ją dobić walczący nieopodal „Troilus”. Pozbawiony przeciwnika „Troilus” zaatakował z drugiej burty „Danske Christopher”, który znalazł się między nim a „Finska Svan”. U dziobu „Danske Christophera” „Jegermesther” walczył z „St. Erikiem”, a mniejszy „Bose Lejon” (56) ostrzeliwał go od rufy.
Ostatecznie „Danske Christopher” zatonął, choć część załogi ocalała, zdobywając mały szwedzki okręt „St. Goran”; szwedzki okręt admiralski i wiceadmiralski zostały poważnie uszkodzone (Sven Sturre zginął). Duński okręt flagowy, opuszczony przez pozostałe jednostki duńskie, poddał się po zaciętej walce późnym wieczorem, tracąc większość z 1100-osobowej załogi. Szwedzi z kolei stracili „Gyllende Lejon”, który się zapalił i dryfował między walczącymi jednostkami, które, by uniknąć podpalenia, rozproszyły się (m.in. pozostawiając
„Jegermesthera” bez wsparcia).
Bitwa koło Bornholmu była jedną z najkrwawszych w swojej epoce. Sojusznicy stracili dwa okręty zatopione, w tym jednostkę wiceadmiralską i okręt flagowy wzięty w niewolę. Straty w ludziach obejmowały 1100 na pokładzie „Jegermesthera” i co najmniej 1000 na pozostałych dwóch okrętach. Szwedzi stracili także trzy jednostki, ale były to okręty mniejsze i mniej wartościowe; zginęło co najmniej 362 marynarzy, a 523 zostało rannych, ponadto ok. 500 zginęło lub dostało się do niewoli na utraconych okrętach. Podawane są także dużo wyższe liczby: 7000 rannych i zabitych po obu stronach, 4 okręty zatopione i 4 stracone przez sojuszników, odpowiednio 3 i 2 – przez Szwedów lub 3 zatopione i 5 pryzów po stronie duńsko-lubeckiej, a 5 utraconych jednostek – po szwedzkiej.
Duński wiceadmirał zebrał pozostałe okręty i odpłynął do Kopenhagi. Szwedzi, którzy ponieśli też duże straty, wrócili do swojej bazy. Strategicznie ich zwycięstwo nie było decydujące: zachowali przewagę na morzu do końca roku, co sprzyjało działaniom ich sił lądowych w Skanii, niemniej nie zniszczyli głównych sił przeciwnika i obie strony były w stanie kontynuować walkę na morzu.